# 科爾帕伊爾卡山
9°52′51″S 77°31′36″W / 9.88083°S 77.52667°W
科爾帕伊爾卡山（Qullpa Hirka），是秘魯的山峰，位於該國北部安卡什大區，由雷奈伊省的科塔帕拉科區負責管轄，屬於內格拉山脈的一部分，海拔高度4,400米。